# Hypothekenmarkt
Der Hypothekenmarkt ist ein Teilbereich des Finanzmarktes, bei dem Hypotheken gehandelt werden. Dies geschah in den letzten Jahren zunehmend in strukturierter gebündelter Form. Der Handel mit sogenannte Subprimekrediten für Hausbesitzer geringfügiger Bonität waren der Ausgangspunkt für die Finanzkrise ab 2007. 
Besonders in den USA und Großbritannien spielt der Hypothekenmarkt eine große Rolle, da das Eigenheim nicht zuletzt für die soziale Absicherung bedeutend ist. Gesetze wie der „fair housing act“ als Teil des Civil Rights Act von 1968 sollte in den USA Randgruppen einen Zugang zum Eigenheim ermöglichen, um sie damit nicht zu benachteiligen.
Die Idee Hypotheken in größere Pakete zusammenzufassen, sollte zum einen diesen politischen Zielen dienlich sein und den Handel mit Hypotheken vereinfachen, versprach andererseits aber auch höhere Renditen. Zu großen Teilen dienten die mit Hausbesitz besicherten Kreditaufnahmen allerdings als Konsumkredite, was in Zeiten eines prosperierenden Immobilienmarktes ebenfalls politisch erwünscht war, da der US-amerikanische Konsument für zwei Drittel des dortigen Bruttoinlandsprodukts verantwortlich ist.
Mit dem Zusammenbruch des Hypothekenmarkts in den USA kam es schließlich u. a. zur Verstaatlichung von Fannie Mae und Freddie Mac und im September 2008 als größte Bankenpleite in der Geschichte der USA zum Zusammenbruch von Washington Mutual.
Mit der Entstehung einer Immobilienblase in den USA traten risikoreichere Rückzahlungsmodalitäten zunehmend in den Vordergrund. Solche waren/sind 
- Hypotheken mit variablem Zinssatz (Adjustable Rate Mortgages, ARM): Bei diesen zahlt der Schuldner in den ersten Jahren einen geringeren Zinssatz, was bei erwarteter Wertsteigerung einer Immobilie Sinn ergibt. Diese ARM waren im Jahre 2005 mit 37 Prozent die verbreitetste Form der Rückzahlungsmodalitäten
- Nur-Zins-Kredite (Interest-Only Loans) mit Schuldenrückzahlung am Ende der Laufzeit
- Negative Amortisierungskredite (Negative-Amortization Loans) mit niedrigeren Zinssätzen und entsprechender Zunahme der Schuldenlast.